# 東大寺大仏殿

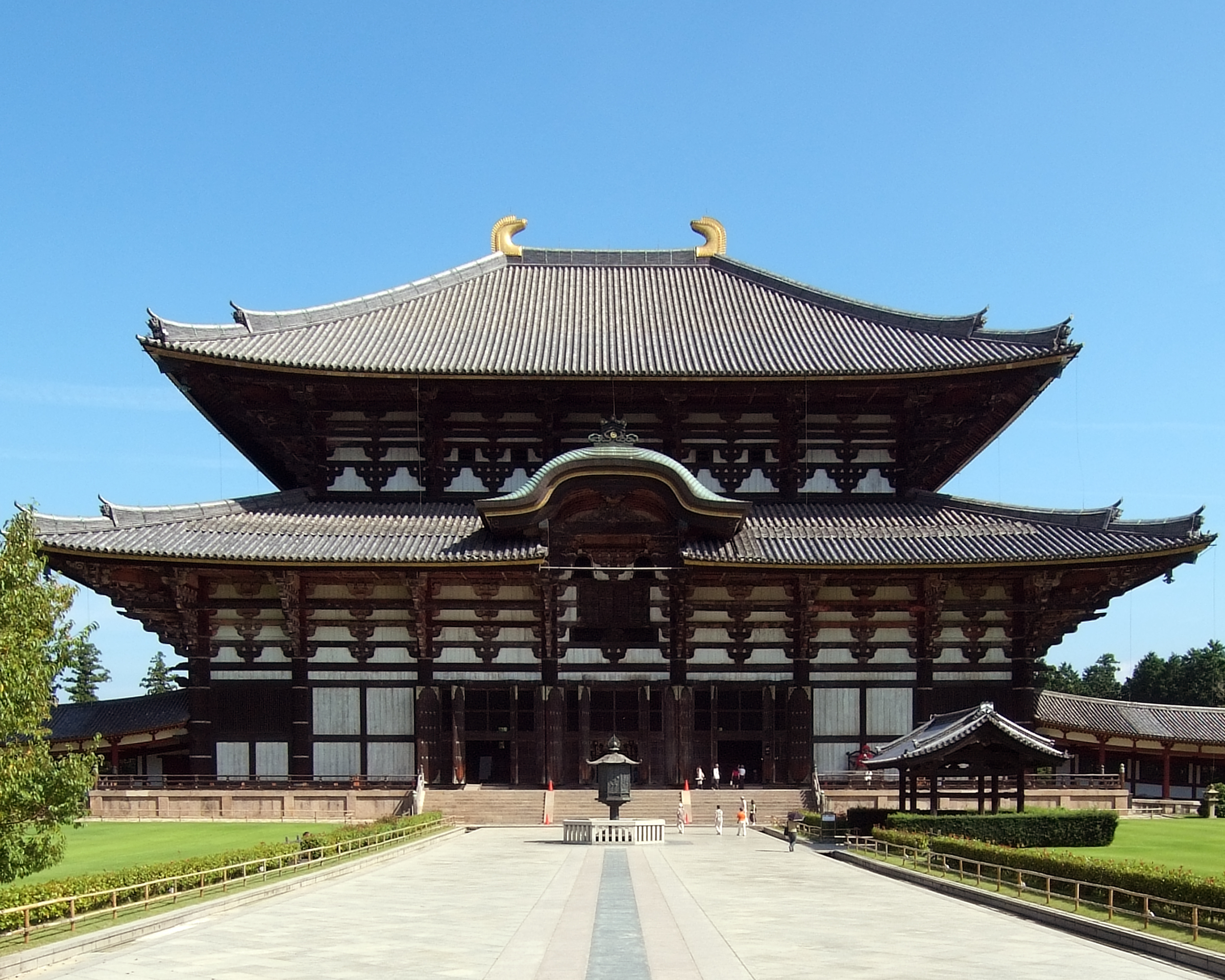
東大寺大仏殿

東大寺大仏殿（とうだいじだいぶつでん）は、奈良県奈良市の東大寺にある仏堂。東大寺の本尊、盧舎那仏坐像（奈良の大仏）を安置している。
正式には東大寺金堂というが、「大仏殿」の名で広く知られ、東大寺の公式ウェブサイトに於いても「大仏殿」が主に使用されているため、当記事では、以下「大仏殿」と表記する。
大仏殿は、1181年(治承4年)と1567年(永禄10年)の戦火で2度にわたり焼失し、現在の建物は1709年（宝永6年）に落慶したもので、日本の国宝に指定されている。

## 概要
東大寺の伽藍の中央に位置し、境内で最大の建物である。
現存する大仏殿は、正面の幅57.5m、奥行き50.5m、棟までの高さ49.1m。奥行きと高さは創建当時とほぼ同じだが、幅は創建当時（約86m）の約3分の2になっている。
『東大寺要録』の「大仏殿碑文」によると創建時の大仏殿の規模は、幅29丈（約85.8m）、奥行き17丈（約50.3m）、高さ12丈6尺（約37m）、柱数84という。
大仏殿の正面には、国宝に指定されている金銅八角燈籠がある。

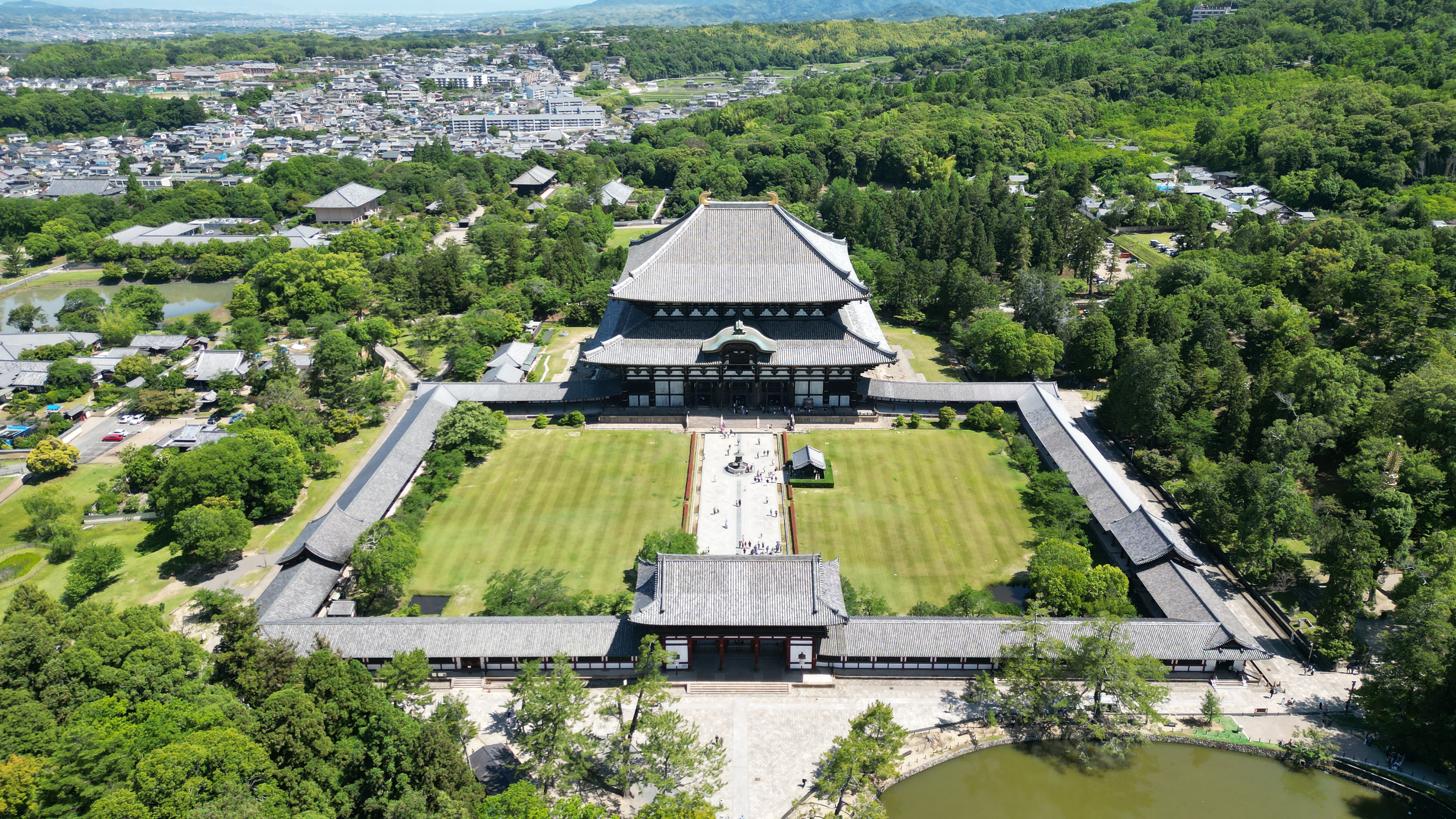
空撮

世界最大の木造建築として広く知られていたが、近代には集成材や構造用合板などの建築資材の発達によりティラムーク航空博物館、メトロポール・パラソル、など東大寺大仏殿より大きな木造建築が建造されている。ただし木造軸組建築に限れば、現在でも世界最大とされる。
なお安土桃山時代に建造された方広寺大仏殿が、建物規模(高さ・面積)で東大寺大仏殿を上回っていた。これは豊臣家が造立したもので、豊臣秀吉の造立した初代大仏殿は失火で焼失し短命であったが、豊臣秀頼の造立した2代目大仏殿は寛政10年(1798年)まで存続していたが、落雷で焼失した。江戸時代中期の国学者本居宣長は、双方の大仏を実見しており、東大寺大仏・大仏殿について「京のよりはやや(大仏)殿はせまく、(大)仏もすこしちいさく見え給う」「堂(大仏殿)も京のよりはちいさければ、高くみえてかっこうよし[東大寺大仏殿は方広寺大仏殿よりも横幅(間口)が狭いので、高く見えて格好良いの意か？]」「所のさま(立地・周囲の景色)は、京の大仏よりもはるかに景地よき所也」という感想を日記に残している(在京日記)。
大仏殿の内部には大仏の鼻の穴と同じ大きさと言われる穴があいた柱があり、そこをくぐることを柱くぐりと言う。そこをくぐり抜けられればその年にいいことがある、あるいは頭が良くなるなどと言われている。

## 歴史

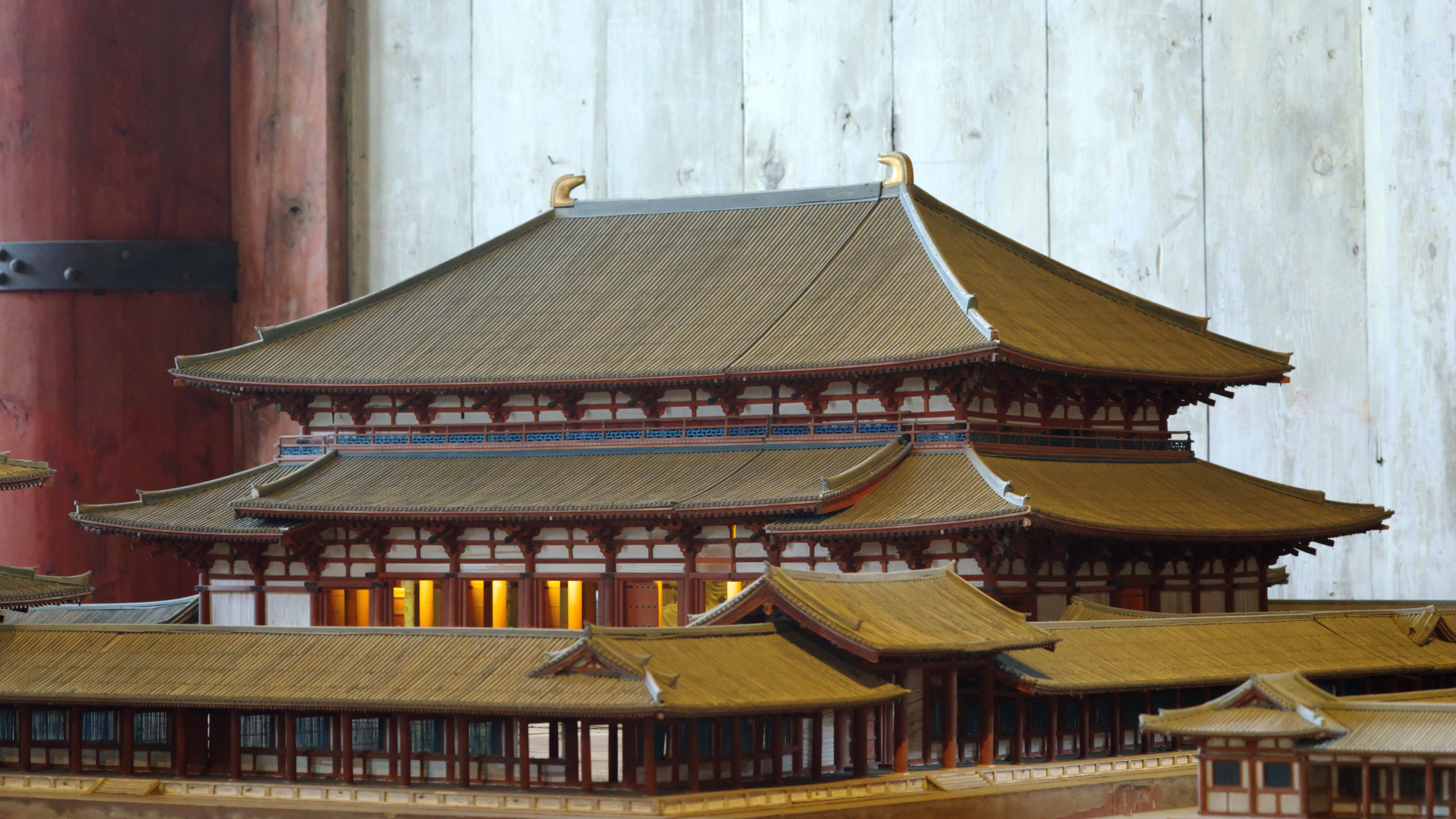
東大寺の創建時大仏殿復元模型

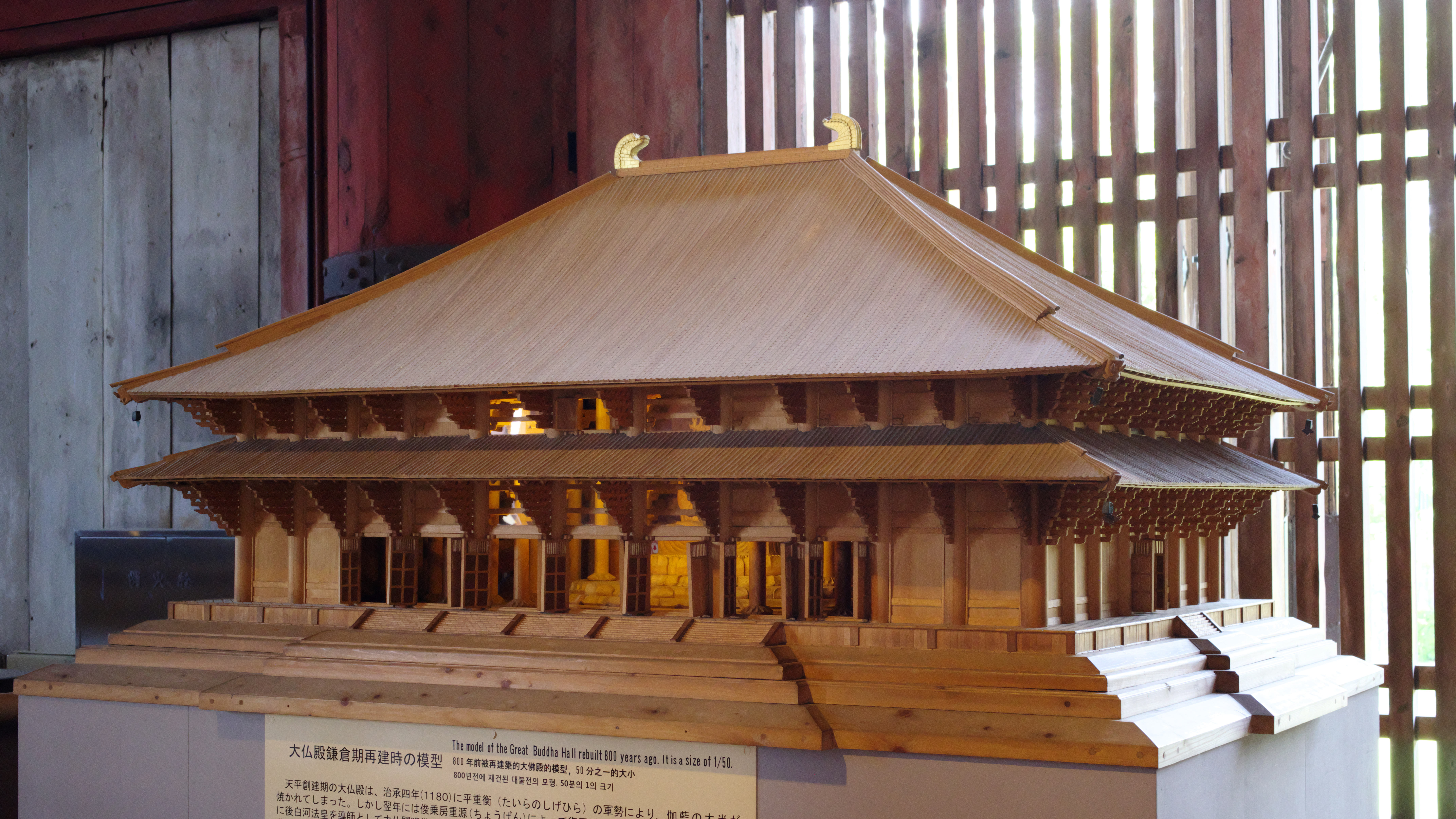
1190年（南都焼討後の再建）-1567年（東大寺大仏殿の戦い）の大仏殿の模型

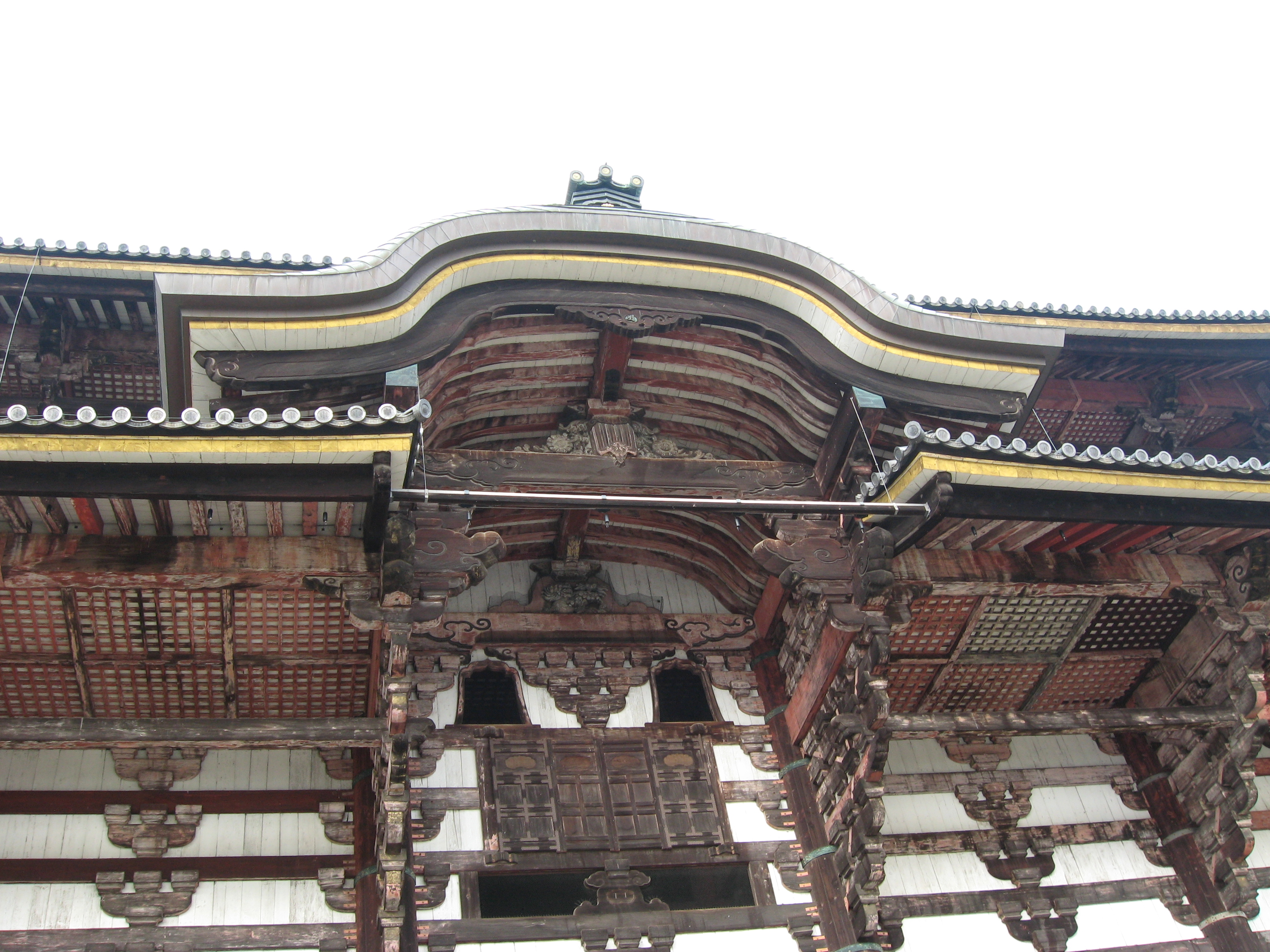
東大寺大仏殿の観相窓と唐破風

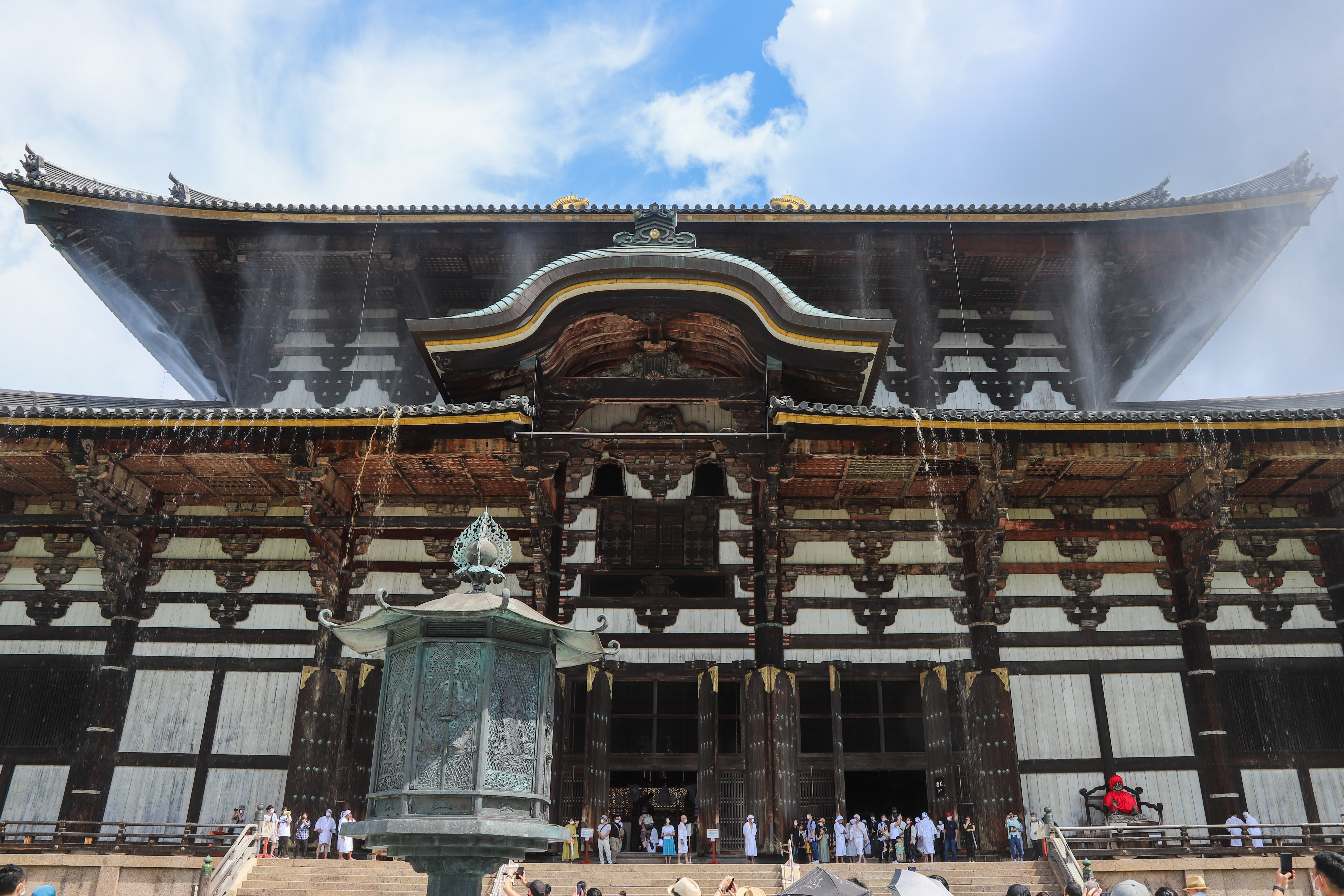
大仏殿での放水訓練

最初の大仏殿の建設は大仏の鋳造が終わった後に始まり、758年（天平宝字2年）に完成した。
1181年（治承4年）1月15日（旧暦12月28日）、平重衡などの南都焼討によって焼失。同年（養和元年）齢61であった重源は東大寺勧進職に就き、勧進活動を行い、1185年（文治元年）には大仏の開眼供養が行われ、1190年（建久元年）に大仏殿は再建され、1195年（建久6年）の落慶法要には源頼朝なども列席した。
1567年（永禄10年）11月10日（旧暦10月10日）から11月11日（旧暦10月11日）にかけて、東大寺大仏殿の戦いの最中に焼失。出火原因は諸説ある。当時の宣教師のルイス・フロイスは、三好軍中にいたキリシタン信徒が寺院仏像の破壊目的で放火したと記録している。『多聞院日記』には、
| 「              | 今夜子之初点より、大仏の陣へ多聞城から討ち入って、数度におよぶ合戦をまじえた。穀屋の兵火が法花堂へ飛火し、それから大仏殿回廊へ延焼して、丑刻には大仏殿が焼失した。猛火天にみち、さながら落雷があったようで、ほとんど一瞬になくなった。釈迦像も焼けた。 | 」 |
| —『多聞院日記』 | |    |

と記されており、穀屋から出火し、法花堂、回廊と燃え広がったのち、11月11日（旧暦10月11日）午前2時頃には大仏殿が完全に焼失したと考えられる。その後、仮の仏堂が建設されたが、1610年（慶長15年）の暴風で倒壊した。
豊臣秀吉は奈良の大仏に代わる、新たな大仏として京都に方広寺大仏(京の大仏)を造営したが、東大寺大仏の再建工事への着手は行わなかった。
損壊した大仏の修復と大仏殿の再建を決意した公慶上人は、1684年(貞享元年)から勧進活動を開始した。大仏の修復は、1691年(元禄4年)に完成し、翌年に開眼供養が行われた。大仏殿の再建については、公慶上人の勧進活動への幕府公許が得られ、現存する大仏殿は、1709年(宝永6年)に完成し、同年3月に落慶法要が行われた。現存する3代目の東大寺大仏殿は、高さと奥行きは天平時代とほぼ同じだが、間口は天平創建時の11間からおよそ3分の2の7間に縮小されている。3代目東大寺大仏殿は従前の大仏殿とは外観が大きく異なる点が多い（堂外から大仏の御顔を拝顔できるようにする観相窓の採用、観相窓上部の唐破風の設置など）。同時代に存在していた方広寺2代目大仏殿の設計図は今日現存しているが、それと現存する3代目東大寺大仏殿を見比べると、間口（建物の横幅）が減じられていること以外はほぼ建物の外観が瓜二つであることが分かる。これは東大寺2代目大仏殿の焼失から百数十年が経過し、それの技法に倣うことは難しいが、同時代には方広寺2代目大仏殿が京都に存在しており、公慶など東大寺大仏殿再建に当たった者達が、それの意匠・技法を参考にしたためではないかと考えられている。またその根拠として以下もある。東大寺大仏殿内部に設けられている売店の上方の壁に、江戸時代の東大寺大仏殿再建にあたり作成された設計図面である、巨大な「東大寺大仏殿建地割板図」が飾られている。上記は経年劣化のため図面が読めなくなっていたが、赤外線撮影による調査を行った所、大仏殿の計画が間口11間から7間に縮小する以前の、当初設計図面であることが判明した。上記図面は現存の東大寺大仏殿の意匠・構造よりも、より方広寺大仏殿のそれに近似しており、建築史学者の黒田龍二は「（東大寺大仏殿建地割板図は）方広寺大仏殿を参考に東大寺大仏殿再建のための雛形として描かれたと考えるのが妥当である」としている。
2代目東大寺大仏殿の焼失後に「2代目東大寺大仏殿焼失→初代方広寺大仏殿造立・焼失→2代目方広寺大仏殿造立→3代目東大寺大仏殿造立」と年数がさほど空くことなく、大仏殿が日本に存在し続けていたことは、大仏殿造立の技法が継承される上で好事となった。また単に技法が継承されるだけでなく、新たな技法の確立や建築意匠の改良もなされ、3代目東大寺大仏殿の柱材について、寄木材(鉄輪で固定した集成材)となっているが、この技法は2代目方広寺大仏殿で確立されたものとされ、東大寺大仏殿にも取り入れられたとされる。豊臣秀吉による方広寺初代大仏殿造営時に、日本各地の柱材に適した巨木を伐採しつくしたため、森林資源が枯渇したようであり、苦肉の策と言える。
宝永6年（1709年）から寛政10年(1798年)までは、奈良(東大寺)と京都(方広寺)に、大仏・大仏殿が双立していた(前述のように方広寺大仏は寛政10年(1798年)に落雷で焼失)。
また、1879年（明治12年）から1915年（大正4年）までに修理が行われた。これは瓦の重量に屋根が耐えられなくなったためであり、内部に鉄のトラスを渡したうえ、瓦の重なり部分を少なくして瓦の数を減らすなどの対処が行われた。しかし雨漏りなどの問題が生じ、1973年（昭和48年）から1980年（昭和55年）に再修理が行われた。この際は現代の技術で軽量化された瓦が採用され、瓦の重なりは旧に復した。なお、1898年（明治31年）12月28日に旧国宝に1952年（昭和27年）3月29日に新国宝に指定されている。
1994年（平成6年）、UNESCOの呼びかけにより「The Great Music Experience」という特別ライブが行われ、大仏殿をバックにしたステージでボブ・ディランやボン・ジョヴィ、X JAPANなどの国内外の著名なミュージシャンが参加した。